# Sukodadi (Singorojo)
Sukodadi is een bestuurslaag in het regentschap Kendal van de provincie Midden-Java, Indonesië. Sukodadi telt 1762 inwoners (volkstelling 2010).